# Lauterbrunnen
Lauterbrunnen est une commune suisse du canton de Berne, située dans l'arrondissement administratif d'Interlaken-Oberhasli.

## Géographie

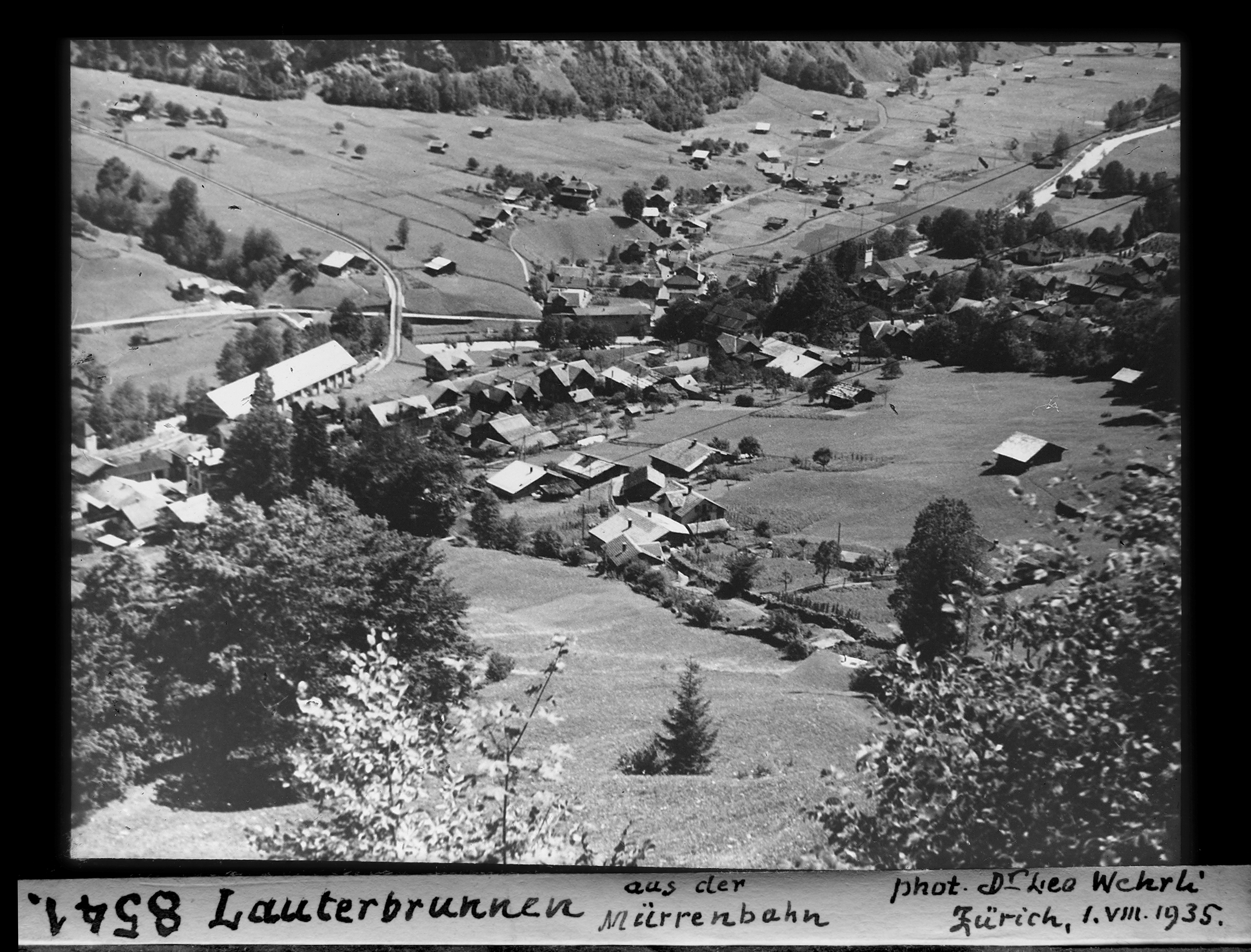
Lauterbrunnen par Leo Wehrli (1935)

Lauterbrunnen a une superficie de 164,56 kilomètres carrés. Dans cette superficie, 36,79 kilomètres carrés ou 22,4 % est utilisé pour l'agriculture, 28,84 kilomètres carrés, soit 17,5 % sont boisés, 2,31 kilomètres carrés, soit 1,4 % sont des bâtiments ou des routes, 1,08 kilomètre carré, soit 0,7 %, des rivières ou des lacs.
Lauterbrunnen se niche au fond d'une vallée en forme de U. La vallée de Lauterbrunnen est l'une des plus profondes dans la chaîne des Alpes par rapport à la hauteur des montagnes qui s'élèvent directement de chaque côté. Rarement plus d'un kilomètre de largeur, entre les précipices calcaires, parfois tout à fait perpendiculaires, partout une pente extrême. C'est à cette forme que la vallée doit les nombreuses chutes d'eau dont il tire son nom. Les flux descendent des montagnes voisines, arrivent au bord des parois rocheuses de la vallée, et forment des cascade si élevés que ces flux sont presque perdus dans l'air avant d'atteindre le niveau de la vallée. La plus célèbre d'entre elles est la chute du Staubbach à moins d'un kilomètre du village de Lauterbrunnen. La hauteur de la cascade, de 297 m, en fait l'une des plus élevées d'Europe.
En 2011, une crevasse de plus de 300 mètres est détectée sur le glacier de Giesen. Une rupture de celle-ci pourrait entraîner la libération de cubes de glace, ce qui mettrait en danger la population de la commune.
Le sommet du Schwalmere est un tripoint formé par la rencontre des limites communales de Lauterbrunnen, Reichenbach im Kandertal et Aeschi bei Spiez.

## Patrimoine bâti
- L’église protestante, de plan rectangulaire avec discrète abside saillante sur la façade orientale, a remplacé en 1831-1832 un édifice plus ancien, puis a été transformée en 1933-1939. Le clocher a été modernisé en 1955[8].
- Cure 1780-1782.
- L’ancien hôtel Adler, imposant édifice de style historicisant coiffé d’une toiture à la Mansart (1895), abrite aujourd’hui l’administration communale[8].

## Démographie
Lauterbrunnen avait une population de 2558 habitants au 31 décembre 2010. En 2007, 19,2 % de la population était composée de ressortissants étrangers. Au cours des 10 dernières années, la population a diminué à un taux de -14,3 %. La plupart de la population en 2000, parle allemand (85,2 %), le portugais étant le plus fréquent (4,9 %) et le serbo-croate étant troisième (2,0 %).
La répartition par âge de la population (en 2000) : les enfants et les adolescents (0-19 ans) constituent 22,4 % de la population, les adultes (20-64 ans) représentent 58,9 % et les personnes âgées (plus de 64 ans) constituent 18,7 %. La population suisse dans son ensemble est généralement bien instruits. À Lauterbrunnen environ 66,9 % de la population (entre 25-64 ans) ont terminé l'enseignement secondaire supérieur.

## Transport

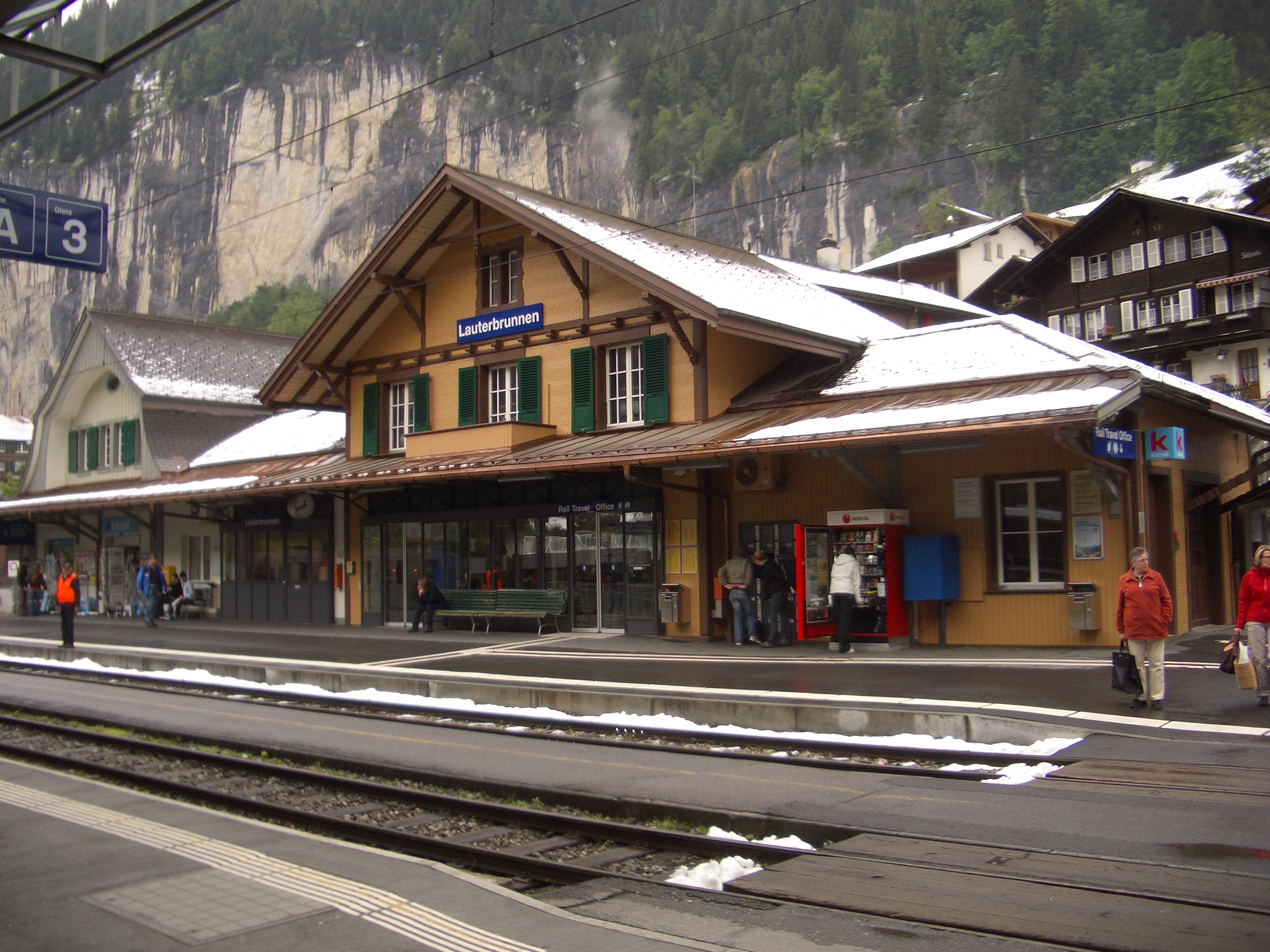
Gare de Lauterbrunnen.

Les trains du BOB (Berner Oberland Bahn) assurent la liaison Interlaken Ost-Lauterbrunnen. De Lauterbrunnen, la WAB (Wengernalpbahn) rejoint à Wengen, la Kleine Scheidegg et finalement Grindelwald, alors que le téléphérique de la BLM (Bergbahn Lauterbrunnen-Mürren) assure le service vers Mürren depuis décembre 2006, remplaçant l'ancien funiculaire.

## Tourisme
Lauterbrunnen est reliée par train au domaine skiable de Wengen, et par téléphérique à celui de Mürren.

## Base jumping

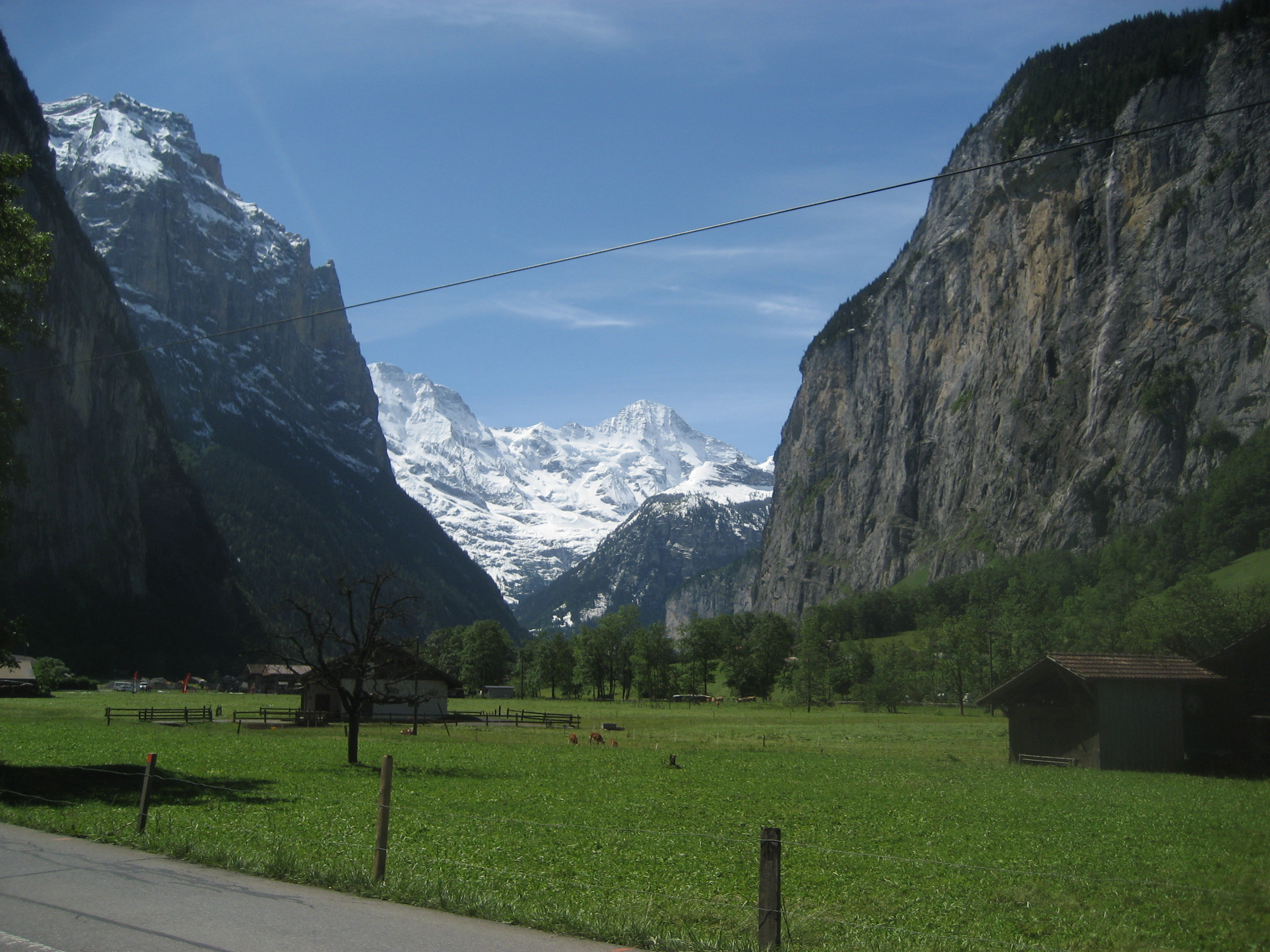
Falaises de Lauterbrunnen.

Lauterbrunnen est un site important pour le base jump et la combinaison ailée, plusieurs accidents mortels sont enregistrés chaque année,.
À Lauterbrunnen, on compte 20 000 sauts par année ; trente-trois décès de personnes pratiquant ce sport ont été relevés depuis 1994.

## Dans les médias
Johann Wolfgang von Goethe a écrit le poème Chant des Esprits au-dessus des eaux alors qu'il se trouvait à la maison paroissiale près de la cascade Staubbach à Lauterbrunnen.
La vallée de Lauterbrunnen a également fourni le modèle pictural pour les esquisses de J. R. R. Tolkien et des aquarelles de la vallée fictive de Fondcombe, et aussi le nom de la rivière Bruinen (qui signifie Loudwater) qui coulait à travers elle.
Plusieurs scènes du film James Bond 007 de 1969, Au service secret de Sa Majesté, avec George Lazenby (dans le rôle de l'agent secret britannique) et Diana Rigg, ont été tournées dans la vallée, dont une poursuite en voiture. Le restaurant panoramique tournant, le Piz Gloria, qui couronne le sommet du Schilthorn a été utilisé pour la cachette de Ernst Stavro Blofeld (interprété par Telly Savalas). Dans le film, Bond s'en échappe et dévale la montagne pour rejoindre le village de Mürren. Plus précisément le village de Lauterbrunnen rassemble les scènes où James Bond arrive à la gare ferroviaire, de la course de stock-car sur glace et de la cabine téléphonique.
Dans la série des Forza Motorsport, Lauterbrunnen est la ville hôte du circuit fictif Bernese Alps.